# SS Волка
SS Волка (лат. SS Lupi) — одиночная переменная звезда в созвездии Волка на расстоянии (вычисленном из значения параллакса) приблизительно 11707 световых лет (около 3589 парсеков) от Солнца. Видимая звёздная величина звезды — от +17m до +14m.

## Характеристики
SS Волка — оранжевая пульсирующая переменная звезда, мирида (M) спектрального класса K. Эффективная температура — около 3709 K.